# 15420 Aedouglass
15420 Aedouglass (1998 HQ31) là một tiểu hành tinh vành đai chính được phát hiện ngày 28 tháng 4 năm 1998 bởi Spacewatch ở Kitt Peak.